# Grand Bourgtheroulde
Grand Bourgtheroulde [ɡʁɑ̃ buʁtʁud] est une commune française située dans le département de l'Eure en région Normandie
Créée le  depuis le 1er janvier 2016, sous le statut de commune nouvelle elle regroupe les anciennes communes de  Bourgtheroulde-Infreville, Bosc-Bénard-Commin et de  Thuit-Hébert

## Géographie

### Localisation
Grand Bourgtheroulde est une commune normande du Roumois située à 23 km à vol d'oiseau au sud-ouest de Rouen, 10 kmà l'ouest d'Elbeuf, 37 km au nord-ouest d'Évreux, 17 km du Neubourg et 31 km au nord-est de Bernay,

### Communes limitrophes
| Bourg-Achard                                                                       | Bosgouet, La Londe (Seine-Maritime) |                          |
| Flancourt-Crescy-en-Roumois (comm. dél. de Bosc-Bénard-Crescy) Berville-en-Roumois | Grand Bourgtheroulde                | Le Bosc-Roger-en-Roumois |
| Bosguérard-de-Marcouville                                                          | Saint-Pierre-du-Bosguérard          | Bosnormand               |

### Hydrographie
La commune est située dans le bassin Seine-Normandie. Elle est drainée par le fossé 01 de la commune de Boissey-le-Chatel,.

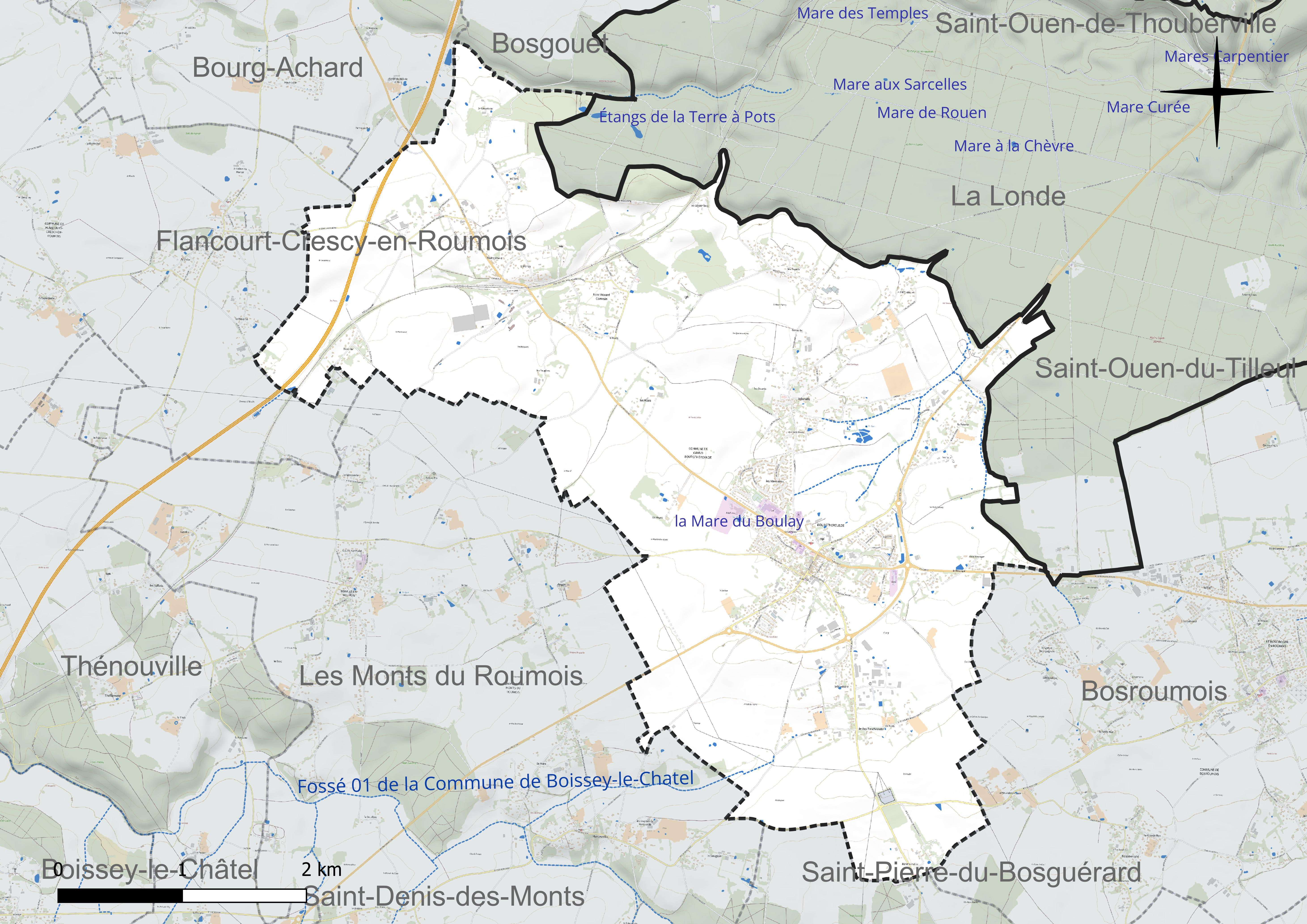
Réseau hydrographique de Grand Bourgtheroulde.

Un plan d'eau complète le réseau hydrographique : la mare du Boulay (0,1 ha),.

### Climat
Pour des articles plus généraux, voir Climat de la Normandie et Climat de l'Eure.
En 2010, le climat de la commune est de type climat océanique dégradé des plaines du Centre et du Nord, selon une étude du CNRS s'appuyant sur une série de données couvrant la période 1971-2000. En 2020, Météo-France publie une typologie des climats de la France métropolitaine dans laquelle la commune est exposée à un climat océanique et est dans la région climatique Côtes de la Manche orientale, caractérisée par un faible ensoleillement (1 550 h/an) ; forte humidité de l’air (plus de 20 h/jour avec humidité relative > 80 % en hiver), vents forts fréquents. Parallèlement le GIEC normand, un groupe régional d’experts sur le climat, différencie quant à lui, dans une étude de 2020, trois grands types de climats pour la région Normandie, nuancés à une échelle plus fine par les facteurs géographiques locaux. La commune est, selon ce zonage, exposée à un « climat contrasté des collines », correspondant au Pays d’Auge, Lieuvin et Roumois, moins directement soumis aux flux océaniques et connaissant toutefois des précipitations assez marquées en raison des reliefs collinaires qui favorisent leur formation.
Pour la période 1971-2000, la température annuelle moyenne est de 10,4 °C, avec  une amplitude thermique annuelle de 13,6 °C. Le cumul annuel moyen de précipitations est de 813 mm, avec 12,5 jours de précipitations en janvier et 8,4 jours en juillet. Pour la période 1991-2020, la température moyenne annuelle observée sur la station météorologique la plus proche, située sur la commune de Brionne à 16 km à vol d'oiseau, est de 11,5 °C et le cumul annuel moyen de précipitations est de 791,7 mm,. Pour l'avenir, les paramètres climatiques de la commune estimés pour 2050 selon différents scénarios d’émission de gaz à effet de serre sont consultables sur un site dédié publié par Météo-France en novembre 2022.

## Urbanisme

### Typologie
Au 1er janvier 2024, Grand Bourgtheroulde est catégorisée bourg rural, selon la nouvelle grille communale de densité à 7 niveaux définie par l'Insee en 2022.
Elle appartient à l'unité urbaine de Rouen, une agglomération inter-départementale dont elle est une commune de la banlieue,. Par ailleurs la commune fait partie de l'aire d'attraction de Rouen, dont elle est une commune de la couronne,. Cette aire, qui regroupe 317 communes, est catégorisée dans les aires de 200 000 à moins de 700 000 habitants,.

### Voies de communication et transports
Grand Bourgtheroulde  est situé au croisement des routes départementales RD 438 (ancienne route nationale 138) qui le relie à la Vallée de la Seine et à Bernay, et RD 313 (Elbeuf - Bourg-Achard). La construction de la déviation ouest de Grand Bourgthéroulde reliant la RD 438  et la RD 38 — qui donne accès à Basville, Berville-en-Roumois... — a lieu de 23023 à 2025, pour un budget financé par le département de deux millions d'euros HT. Le trafic avant la mise en service de la déviation est d'environ 2 900 véhicules/jour sur la RD 88 et environ 10 000 véhicules/jour, dont 12 % de poids lourds, sur la RD 438.
La commune est aisément accessible depuis les autoroutes A13 et A28.
La gare de Bourgtheroulde - Thuit-Hébert est une halte desservie par des trains régionaux du réseau TER Normandie reliant Rouen-Rive-Droite à Caen. Le site a été aménagé par l'intercommunalité en pôle multimodal, où se trouvent parking à voiture, comprenant des places réservées au covoiturage, aux taxis et aux voitures électriques, dépose minute, abris à vélos et arrêt de bus.

## Toponymie
Néo-toponyme créé à partir de l'adjectif Grand + Bourgtheroulde et suppression du nom de la commune d'Infreville rattachée depuis 1973, sous le nom de Bourgtheroulde-Infreville.
Contrairement à la règle typographique, le nom de la commune ne prend pas le trait d'union.

## Histoire
En 2015, les communes de Thuit-Hébert, Bosc-Bénard-Commin, Bourgtheroulde-Infreville et  de Saint-Pierre-du-Bosguérard envisagent de fusionner afin de faire face à la baisse de la dotation globale de l’état aux collectivités locales. Saint-Pierre-du-Bosguérard se retire dans un second temps de ce processus.
La commune nouvelle de Grand Bourgtheroulde est créée par un arrêté préfectoral du 9 décembre 2015 qui a pris effet le 1er janvier 2016 par la fusion des trois communes de Bosc-Bénard-Commin, Bourgtheroulde-Infreville et Thuit-Hébert, qui deviennent des communes déléguées. Son chef-lieu est fixé à Bourgtheroulde-Infreville.
Dans le cadre du grand débat national, le président de la République, Emmanuel Macron, anime le 15 janvier 2019 un débat à Grand Bourgtheroulde, où sont présents 600 maires de Normandie pendant une durée de 7 heures,.

## Politique et administration

### Rattachements administratifs et électoraux
La commune se trouve depuis sa création  dans l'arrondissement de Bernay du département de l'Eure.
Pour les élections départementales, la commune est  depuis 2014 le bureau centralisateur du canton de Grand Bourgtheroulde.
Pour l'élection des députés, elle fait partie de la quatrième circonscription de l'Eure.

### Intercommunalité
Grand Bourgtheroulde était membre à sa création — comme l'étaient les anciennes communes qui le composent — de la communauté de communes du canton de Bourgtheroulde-Infreville, un établissement public de coopération intercommunale (EPCI) à fiscalité propre créé fin 1996 et auquel la commune avait transféré un certain nombre de ses compétences, dans les conditions déterminées par le code général des collectivités territoriales.
Dans le cadre des dispositions de la loi portant nouvelle organisation territoriale de la République du 7 août 2015, qui prévoit que les établissements publics de coopération intercommunale (EPCI) à fiscalité propre doivent avoir un minimum de 15 000 habitants, cette intercommunalité a fusionné avec sa voisine pour former, le 1er janvier 2017, la communauté de communes Roumois Seine.
, dont est désormais membre la commune.

### Tendances politiques et résultats
Lors des élections municipales de 2020 dans l'Eure, la liste SE menée par le maire sortant Vincent Martin est la seule candidate et obtient donc la totalité des 75 suffrages exprimés. Elle est élue en totalité, avec cinq de ses membres également membres du conseil communautaires, lors d'un scrutin marqué par la pandémie de Covid-19 en France où 66,21 % des électeurs se sont abstenus et 11,97 des votants ont choisi un bulletin blanc ou nul.

### Administration municipale
De la création de la commune nouvelle aux élections municipales de 2020, le conseil municipal est composé de l'ensemble des membres des conseils municipaux des anciennes communes, au nombre de quarante-cinq. Pour la mandature 2020-2026, ce nombre est réduit à 29, y compris le maire et ses adjoint.

### Liste des maires
| Période            | Période                        | Identité             | Étiquette     | Qualité |
| ------------------ | ------------------------------ | -------------------- | ------------- | --- |
| 5 janvier 2016     | septembre 2017                 | Bruno Questel        | PRG puis LREM | Avocat Député de l'Eure (4e circ.) (2017 → 2022) Conseiller départemental de Grand Bourgtheroulde (2015 → 2021) Démissionnaire à la suite de son élection comme député |
| 25 septembre 2017, | 11 novembre 2023               | Vincent Martin       | SE            | Chargé de projets à l'Agence de l'eau Seine-Normandie Président de la CC Roumois Seine (2020 → 2023) Démissionnaire                                                    |
| 21 novembre 2023,  | En cours (au 29 novembre 2023) | Christophe Deschamps | SE            | chef de projet dans une entreprise internationale |

## Équipements et services publics

### Enseignement
Les enfants de la commune sont scolarisés à l'école maternelle Léonard-de-Vinci et à l'école primaire Hector-Malot — qui compte compte 13 classes pour 330 élèves en 2023 —. Ils poursuivent leurs études au collège Jean-de-La-Fontaine
Le centre régional de formation du bâtiment et des travaux publics (CEREF) se trouve à Grand Bourgtheroulde,.

### Santé et solidarité
Un pôle santé se trouve dans la commune.
Un cabinet de deux sages-femmes fonctionne dans la commune
Une antenne du secours populaire français assure une aide alimentaire dans la commune, ainsi qu'une autre du secours catholique.

### Équipements culturels
La commune s'est dotée d'une médiathèque en 2022, la Licorne, qui compte 1 100 adhérents fin 2022

## Population et société

### Démographie
La population des anciennes communes puis de la commune nouvelle est connue par les recensements menés régulièrement par l'Insee. Ces chiffres concernent le territoire de l'actuelle commune nouvelle.
En 2025, la commune nouvelle comptait 4 006 habitants.
| 1968  | 1975  | 1982  | 1990  | 1999  | 2009  | 2014  | 2020  |
| ----- | ----- | ----- | ----- | ----- | ----- | ----- | ----- |
| 1 661 | 1 745 | 2 979 | 3 265 | 3 374 | 3 505 | 3 647 | 4 038 |

## Économie
- Lampe Berger, implantées  à Bourgtheroulde en 1975 : créée en 1898 par Maurice Berger[41], cette PME de 150 salariés est spécialiste de la lampe à catalyse capable de diffuser des essences et des parfums pour purifier l'air intérieur. Ce procédé, breveté par Maurice Berger lui-même sous l'appellation de "diffuseur fumivore hygiénique", constitue un savoir-faire unique qui a permis à l'entreprise d'être labellisée Entreprise du patrimoine vivant[42],[43].

## Culture locale et patrimoine

### Lieux et monuments
- Église Saint-Laurent (Bourgtheroulde)
- Église Saint-Sauveur (Boscherville)
- Église Saint-Ouen (Infreville)
- Église Saint-Philibert (Thuit-Hébert)
- Église Saint-Pierre (Bosc-Bénard-Commin), attribuée à tort à Saint-Ouen
- Musée des lampes Berger[44]
- L'église Saint-Sauveur de Boscherville, le vieux cimetière et le muret  Site classé (1924)[45].

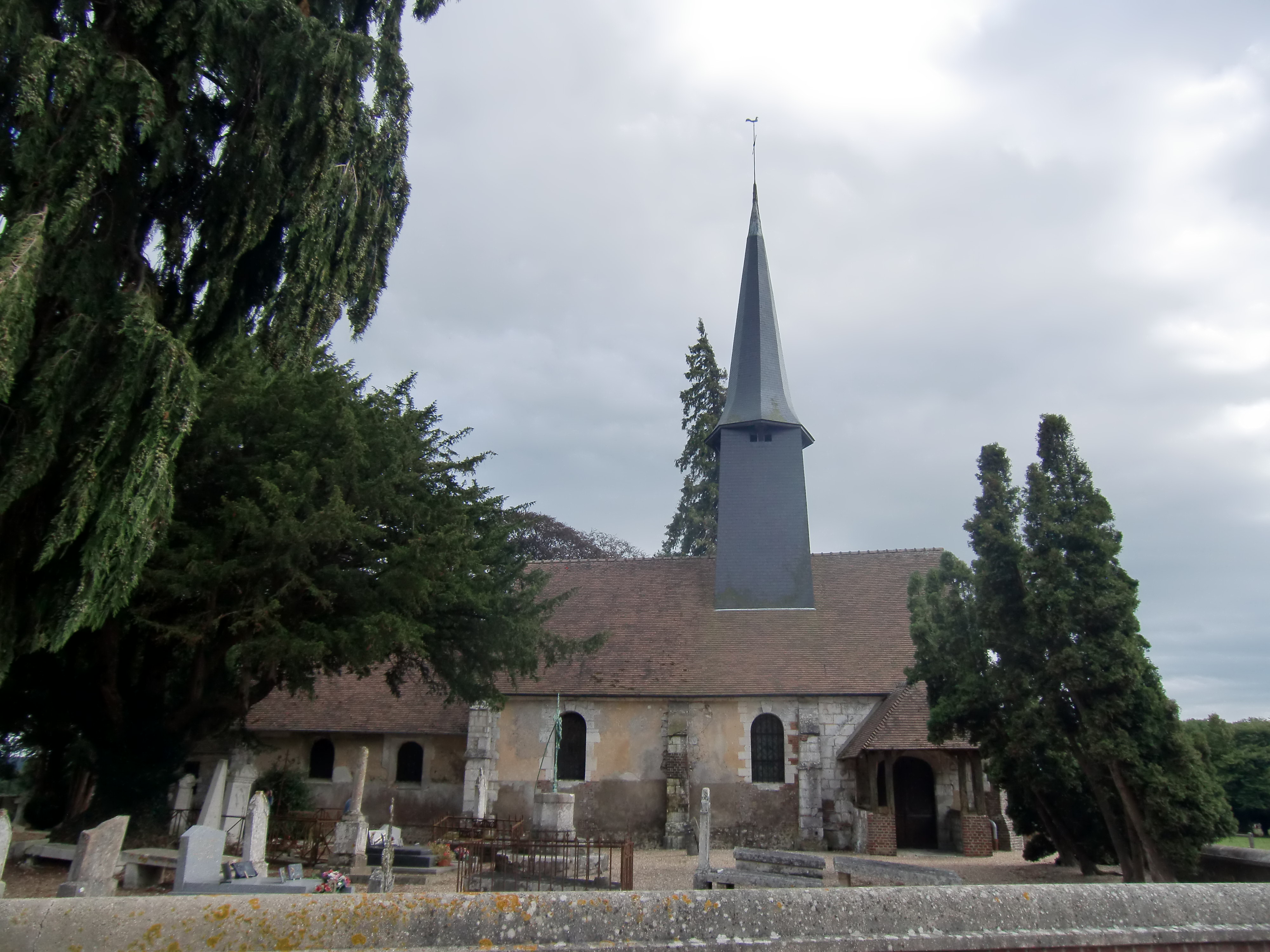
L'église de Boscherville.

### Personnalités liées à la commune
- Louis Le Roux d'Infreville (1642-1712), aristocrate et officier de marine français, retraité sur ses terres et inhumé dans le chœur de l'église Saint-Ouen d'Infreville.

## Pour approfondir